# 曲尺乡
曲尺乡，是中华人民共和国重庆市巫山县下辖的一个乡镇级行政单位。

## 行政区划
曲尺乡下辖以下地区：
新安社区、曲尺村、锁龙村、红石村、龙洞村、朝阳村、伍柏村、权发村、柑园村、哨路村和月明村。